# Lepetani
Lepetani nebo často též Lepetane (srbsky Лепетани či Лепетане) je vesnice a přímořské letovisko v Černé Hoře, nacházející se u zálivu Boka Kotorska. Je součástí opčiny města Tivat, od něhož se nachází asi 3 km severozápadně. V roce 2003 zde trvale žilo 194 obyvatel.
Sousedními letovisky jsou Donja Lastva a Donji Stoliv.